# Mansonville
Mansonville là một xã ở tỉnh Tarn-et-Garonne trong vùng Tarn-et-Garonne, Pháp.